# 夜览 (软件)
夜览（英語：Night Shift）是iOS和macOS的内置软件，在2016—2017年发布。该此软件可将屏幕色温改为色谱的黄色部分，从而部分减少了蓝光对眼睛的伤害。苹果公司声称该功能可帮助用户获得更好的睡眠。

## 争议
2021年的一次对167名大学本科生进行的研究表明，将显示器的色温从蓝色变为黄色而不使屏幕变暗，对睡眠结果没有任何影响，并不足以防止对褪黑激素抑制的影响。 在老鼠身上，黄色比蓝色更能扰乱它的生物钟。 

## 兼容性
夜览与预装iOS 9.3及更高版本的64位iPhone以及预装macOS Sierra及更高版本的Mac兼容。 

## 功能
该软件可以在设置（iOS） 和系统偏好设置（macOS） 中打开，并且可以在通知中心（macOS） 或控制中心（iOS）快速打开或关闭。可根据用户所在地的日出日落自动打开或关闭。在使用增强现实时，夜览会自动关闭。

## 另请参阅
- f.lux
- Redshift (软件)（英语：Redshift_(software)）
- 夜间模式